# Sumsuma
Sumsuma (peut-être né en 1903 et mort le 20 août 1965) était le chef de la grève de Rabaul de 1929. Il était originaire du village de Sasa sur l'île de Boang (en) et de l'île de Tefa (en) dans les îles Tanga de la province de Nouvelle-Irlande, en Papouasie-Nouvelle-Guinée. Il a réuni des gens de toutes les tribus pour protester contre les australiens à Rabaul début janvier 1929. Il était secondé par Ndramei de Manus et Kateo de Wewak.